# Sylvia Filipsson
Sylvia Filipsson (Katrineholm, 22 mei 1953) is een schaatsster uit Zweden. Ze vertegenwoordigde haar vaderland op de Olympische Winterspelen 1972 in Sapporo, de Olympische Winterspelen 1976 in Innsbruck en de Olympische Winterspelen 1980 in Lake Placid.
Sylvia is de jongere zus van wielrenner Tord Filipsson.

## Resultaten

### Olympische Spelen
| Jaar | Plaats      | Resultaten                                                 |
| ---- | ----------- | ---------------------------------------------------------- |
| 1972 | Sapporo     | 23e 500 meter 30e 1000 meter 20e 1500 meter 14e 3000 meter |
| 1976 | Innsbruck   | 22e 500 meter 14e 1500 meter 6e 3000 meter                 |
| 1980 | Lake Placid | 16e 500 meter 9e 1000 meter 5e 1500 meter 7e 3000 meter    |

### Wereldkampioenschappen
| Jaar                      | Plaats               | Resultaten              |
| ------------------------- | -------------------- | ----------------------- |
| 1971 Allround             | Helsinki             | 21e Allround            |
| 1972 Allround             | Heerenveen           | 21e Allround            |
| 1973 Allround 1973 Sprint | Strömsund Oslo       | 16e Allround 24e Sprint |
| 1974 Allround             | Heerenveen           | 28e Allround            |
| 1975 Allround             | Assen                | 19e Allround            |
| 1976 Allround 1976 Sprint | Gjøvik West-Berlijn  | 6e Allround 11e Sprint  |
| 1977 Allround 1977 Sprint | Keystone Alkmaar     | 13e Allround 16e Sprint |
| 1978 Allround 1978 Sprint | Helsinki Lake Placid | 7e Allround DNF Sprint  |
| 1979 Allround 1979 Sprint | Den Haag Inzell      | 8e Allround 21e Sprint  |
| 1980 Allround 1980 Sprint | Hamar West Allis     | 4e Allround 9e Sprint   |

### Wereldkampioenschappen junioren
| Jaar          | Plaats | Resultaten  |
| ------------- | ------ | ----------- |
| 1973 Allround | Assen  | 4e Allround |

### Europese kampioenschappen
| Jaar          | Plaats    | Resultaten   |
| ------------- | --------- | ------------ |
| 1971 Allround | Leningrad | 22e Allround |
| 1972 Allround | Inzell    | 18e Allround |
| 1973 Allround | Gran      | 18e Allround |
| 1974 Allround | Alma-Ata  | 13e Allround |

### Zweedse kampioenschappen
| Jaar | Allround | Sprint |
| ---- | -------- | ------ |
| 1970 | 5e       | -      |
| 1971 | 4e       | -      |
| 1972 | Zilver   | -      |
| 1973 | Zilver   | Brons  |
| 1974 | Zilver   | 5e     |
| 1975 | Goud     | Zilver |
| 1976 | Goud     | Zilver |
| 1977 | Goud     | 6e     |
| 1978 | Goud     | Zilver |
| 1979 | Goud     | Zilver |
| 1980 | Goud     | Brons  |

## Persoonlijke records
| Afstand    | Tijd    | Datum            | Baan        |
| ---------- | ------- | ---------------- | ----------- |
| 500 meter  | 43,50   | 10 maart 1979    | Kiruna      |
| 1000 meter | 1.27,51 | 12 januari 1980  | Hamar       |
| 1500 meter | 2.12,84 | 13 februari 1980 | Lake Placid |
| 3000 meter | 4.40,20 | 18 december 1979 | Inzell      |
| 5000 meter | 8.45,20 | 15 december 1976 | Strömsund   |